# Eustache Guibaud
Eustache Guibaud, né le 18 septembre 1711 à Hyères (Var) où il est mort le 5 février 1795, est un oratorien français, auteur d'ouvrages de morale chrétienne pour les collèges.

## Biographie
Petit-cousin de l'évêque Massillon, il fit ses études au collège des jésuites de Tournon, puis enseigna les humanités et la philosophie aux collèges de l'Oratoire à Pézenas, Condom, Marseille et Soissons, où il travailla avec Pierre Barral et Joseph Valla à la rédaction du Dictionnaire historique, littéraire et critique, publié sous le nom de Barral en 1758. À Lyon, où il fut ensuite préfet des études, sa santé défaillante le contraignit à prendre sa retraite en 1786. À la mort de l'archevêque de Lyon, Malvin de Montazet, en 1788, il fut dénoncé comme janséniste et expulsé du diocèse par l'envoyé d'Yves Alexandre de Marbeuf, le nouvel archevêque. Malade, Guibaud dut faire en bateau le voyage de Lyon à Tournon. Il se retira ensuite dans la maison de repos des Oratoriens de Marseille, où il demeura jusqu'à sa fermeture, en 1792, et signa le serment de fidélité à la constitution. Il retourna alors à Hyères, où il mourut chez son frère.
Ses Gémissements d'une âme pénitente furent plusieurs fois réédités et traduits en italien. Sa Morale en action, qui faisait suite à celle de Laurent Pierre Bérenger, parue sous le même titre en 1785, connut jusqu'à 160 éditions.

## Publications
- Dictionnaire historique, littéraire et critique, contenant une idée abrégée de la vie et des ouvrages des hommes illustres en tout genre, de tout temps et de tout pays, avec Pierre Barral et Joseph Valla, 6 vol., 1758-1759
- Explication du Nouveau Testament, à l'usage principalement des collèges, 5 vol., 1785
- Gémissements d'une âme pénitente, tirés de l'Écriture Sainte et des saints Pères, 1788
- La Morale en action, ou Élite des faits mémorables et d'anecdotes instructives, propres à faire aimer la sagesse, à former le cœur des jeunes gens par l'exemple de toutes les vertus, et à orner leur esprit des souvenirs de l'histoire. Ouvrage utile aux élèves des Lycées, des Collèges et Maisons d'éducation de l'un et l'autre sexe, 1797
- Explication des Psaumes, à l'usage principalement des collèges, des séminaires et des familles chrétiennes, 3 vol., 1791
- Manuel de la jeunesse française, suite de la Morale en action, 1811